# سرك (كرج)
سرك هي قرية في مقاطعة كرج، إيران. يقدر عدد سكانها بـ 141 نسمة بحسب إحصاء 2016.